# Relizane
Relizane (arabisch غليزان, DMG Ġalīzān) ist die Hauptstadt der Provinz Relizane im Norden von Algerien mit 123.255 Einwohnern (Stand: 2008).

## Klima
Laut der Klimaklassifikation nach Köppen und Geiger herrscht in Relizane ein semiarides Klima (BSh). Die jährliche Durchschnittstemperatur beträgt 18,3 Grad Celsius.

## Geschichte
Relizane, auch Mazouna genannt, lag in osmanischer Zeit in der Provinz Beylik des Westens.

## Bevölkerungsentwicklung
| Zensusjahr | Einwohnerzahl |
| ---------- | ------------- |
| 1977       | 55.450        |
| 1987       | 80.091        |
| 1998       | 114.963       |
| 2008       | 123.255       |

## Sport
Die Stadt ist der Hauptsitz des Fußballklubs RC Relizane.  Er trägt seine Heimspiele im Stade Tahar Zoughari aus.